# Odontoblaszt

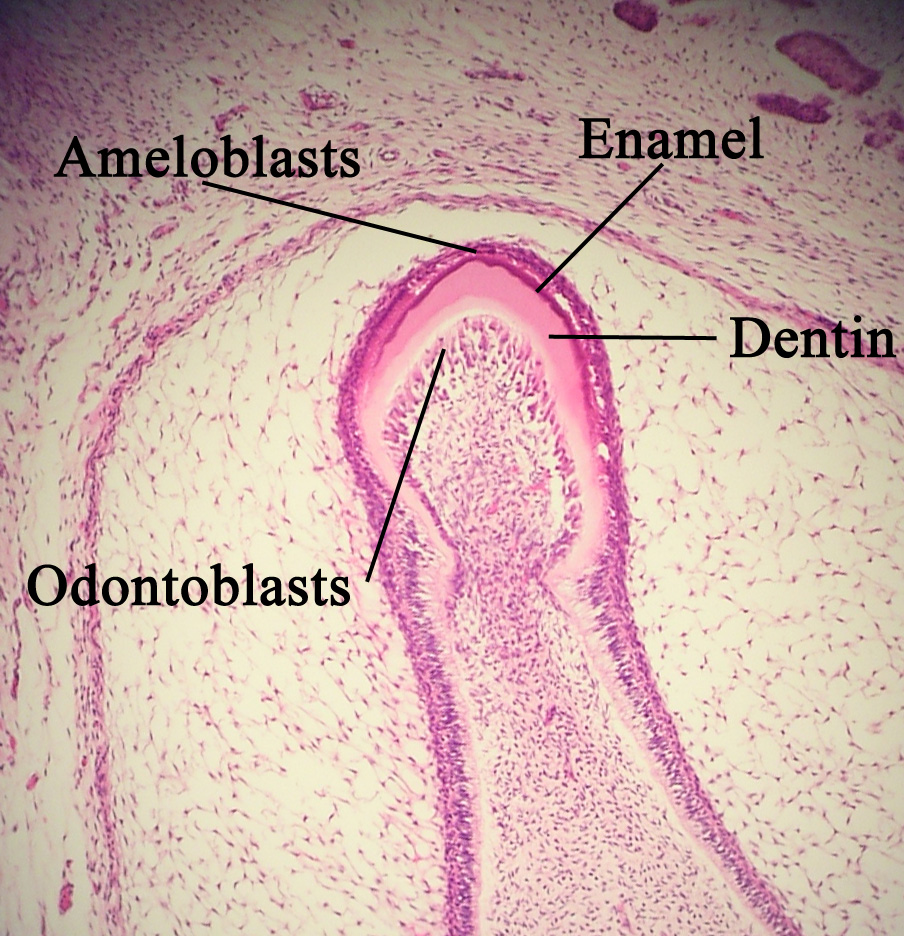
Részlet a fogfejlődés harang stádiumából

Az odontoblasztok a fogbélben található sejtek, melyek a dentin  képzéséért felelősek. Ez a képzés (dentinogenesis) az élet folyamán kisebb-nagyobb mértékben mindig jelen van. A sejtek közvetlenül a  predentin alatt helyezkednek el, általában egy rétegben, és nyúlványokat bocsátanak ki a dentin állományába.
Az odontoblasztok ecto-mesenchymalis eredetűek (az ektoderma ún. neurális területéről származnak), melyek a fogfejlődés során a dentális papilla zománchám felé eső sejtjeiből differenciálódnak. Ezen differenciálódás előfeltétele a belső zománchám sejtjeinek preameloblasztokká való differenciálódása. Ebben a fázisban a dentilális papilla sejtjei több osztódáson esnek túl, mindig úgy, hogy az utód sejtek közül az egyik a preameloblasztokhoz, a másik a dentális papilla közepéhez esik közelebb. Mindig csak az előbbiekből alakulnak ki odontoblasztok. A papilla felőli sejtekből később, ha az eredeti sejtréteg elpusztult, differenciálódhatnak odontoblasztok.
Az odontoblasztoknak két funkcionális formája különíthető: szekréciós és nyugalmi.
Szekréciós odontoblasztokat elsősorban a fogfejlődés során, a primer dentin képződésekor, figyelhetünk meg. De később, mikor a fogat valami roncsoló hatás éri, az odontoblasztok újra aktívak lesznek és nagyobb mennyiségben termelnek dentint. Ezek a sejtek hasonlítanak az ameloblasztokra: henger alakú (20-40 μm magas, 3-5 μm széles), polarizált sejtek, egymás közt nagyon szoros kapcsolatokkal. A sok sejtszervecske (mitokondrium, endoplazmatikus retikulum, Golgi-készülék, szekréciós vezikulum) az intenzív aktivitásra utal.
A sejtek nyúlványai (Tomes-nyúlványok) egy kezdeti, kevésbé mineralizált réteg (mantle-dentin), lerakása után kezdnek kialakulni. A dentinréteg vastagodásával párhuzamosan növekednek. A bennük található mikrotubulusokon keresztül nagy anyagtranszport folyik. Egyrészt az új predentinréteg képzéséhez szükséges kollagén és egyéb szerves anyagok, másrészt a mineralizációhoz szükséges ásványi anyagok szállítása. A mineralizáció során egyes szerves anyagok lebomlanak és ezek is a Tomes-nyulványokon át távoznak.
Miután a fog előtört a primer dentin képzése leáll, az odontoblasztok átalakulnak nyugalmi odontoblasztokká. Ilyenkor a sejtek laposak lesznek, a sejtszervecskék száma pedig erősen lecsökken. Ezek a sejtek termelik, nagyon lassú ütemben, a szekunder dentint.
Az odontoblasztok élettartama megegyezik a fog élettartamával. Vitatott tény az, hogy a külső behatásokra válaszként termelt tercier dentint a már meglévő odontoblasztok vagy újonnan differenciált sejtek termelik. Utóbbira bizonyíték lehet az, hogy a túl erős behatásra elpusztult odontoblasztok területén, a behatás megszűnte után reaktív dentin képződik. A fogászati beavatkozások során, mély üreg esetén, különböző anyagokkal próbálják a tercier dentin képzését serkenteni. Ilyenek például a kalcium-hidroxid alapú alábélelő anyagok.